# Utra nitida
Utra nitida är en skalbaggsart som beskrevs av Jordan 1895. Utra nitida ingår i släktet Utra och familjen långhorningar. Inga underarter finns listade i Catalogue of Life.